# Etisalat Building

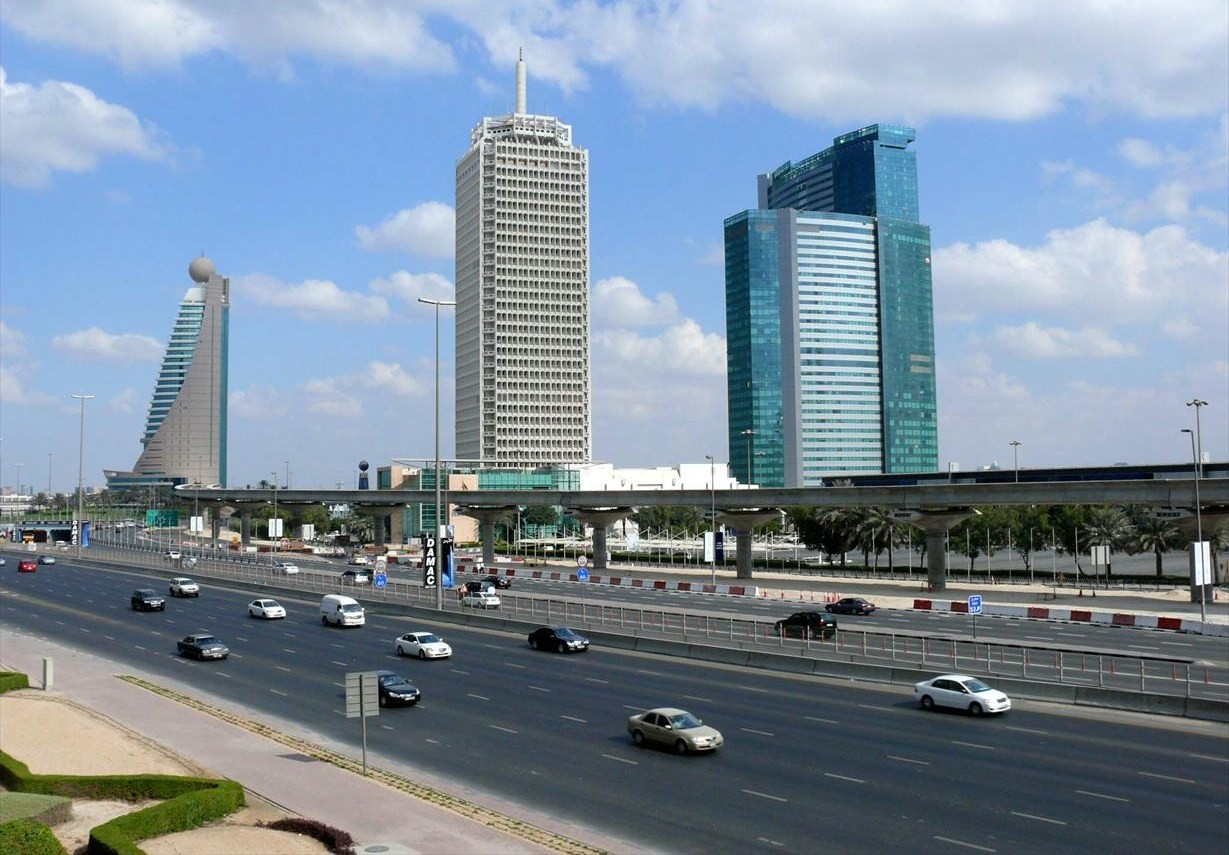
Etisalat Tower 2, Dubai World Trade Centre und World Trade Centre Residence (von links nach rechts)

Das Etisalat Building ist ein 33-stöckiges Gebäude in Dubai, der größten Stadt der Vereinigten Arabischen Emirate.

## Daten
Das Gebäude wurde von dem kanadischen Architekten Arthur Erickson entworfen, im Jahre 2007 wurde die Konstruktion aus Beton, Glas und Stahl fertiggestellt. Der Wolkenkratzer wurde im Stil der Emirates Telecommunications Corporation (Etisalat)-Richtlinien erbaut und ähnelt daher den anderen Firmengebäuden. Besonders hervorstechend ist die ballförmige Spitze des Etisalat Buildings, welche einem Golfball ähnelt. Der Turm ist 185 m hoch und besitzt nach oben 33 und unter der Erde 3 Stockwerke. Die Arbeiten begannen 2004.

## Nutzung
Alle Etisalat-Firmengebäude, einschließlich des Etisalat Tower 1, Sharjah Etisalat Tower, Ajman Etisalat Tower, Al Ain Etisalat Tower und das Etisalat Headquarters in Abu Dhabi sind gekennzeichnet durch diese ballförmige Spitze und werden aufgrund dessen bereits „Golfball Towers“ genannt. Sie sind Symbol von Etisalat geworden.